# Jabi Luaces
Carlos Jabier Luaces Carreño (Busturia, 28 de abril de 1973) es un entrenador y director deportivo de fútbol español que actualmente es director deportivo de la SD Amorebieta de la Primera Federación.

## Carrera deportiva
Como entrenador da sus primeros pasos en las categorías inferiores del Sociedad Deportiva Gernika Club al que dirige en categorías inferiores entre el 2001 y el 2007.
En 2007 se convierte en primer entrenador del Sociedad Deportiva Gernika Club en el grupo IV de la Tercera División en el que estaría durante dos temporadas. En su primera temporada lograría el subcampeonato de liga y quedaría apeado del ascenso en la prórroga de la final contra el Atlético Baleares, un partido que presenciaron más de 10.000 personas. En su segunda temporada, el equipo acaba sexto y, tras siete años como entrenador del club, abandona el club vizcaíno.
En noviembre de 2009 firma como entrenador del Club Portugalete en el grupo IV de la Tercera División. En la temporada 2009-10, lograría el subcampeonato, quedando eliminado de la eliminatoria de ascenso esta vez por el filial del Getafe CF pero clasificándolo para la Copa del Rey.
En la temporada 2010-11, el Club Portugalete se enfrentaría al Getafe CF de Primera División en tercera ronda de la Copa del Rey quedando eliminados, tras un empate a uno en la ida y otro empate a cero en el Coliseum.
La temporada 2011-2012 firma como entrenador del Deportivo Alavés B, equipo recién ascendido al Grupo IV de la Tercera División.
En la temporada 2013-14 regresa como entrenador del Sociedad Deportiva Gernika Club de Tercera División. En la temporada 2014-15 lograría el ascenso a la Segunda División B y lograría mantenerlo en la categoría de bronce durante dos temporadas. En total, dirigiría al Sociedad Deportiva Gernika Club durante 5 temporadas. 
En la temporada 2018-19, firma como entrenador del Arenas Club de la Segunda División B, siendo destituido en la jornada 31.
El 29 de octubre de 2019, se convierte en entrenador del Unionistas de Salamanca Club de Fútbol de la Segunda División B. Luaces llegó al banquillo de Las Pistas cuando Unionistas era colista de la categoría, pero consiguió acabar la competición en posiciones de play-out. Además, alcanzó la tercera ronda de la Copa del Rey, en la que en un partido histórico se enfrentó al Real Madrid CF.
Al término de la temporada por el parón de la liga no sería renovado por el club salmantino.
El 9 de febrero de 2021, firma como entrenador del Barakaldo CF de la Segunda División B de España hasta el final de la temporada, sustituyendo a Germán Beltrán Juárez.
En julio de 2021, firma como entrenador del equipo juvenil "A" de la SD Amorebieta, cargo que ocupa durante tres temporadas.
El 19 de junio de 2024, firma como director deportivo de la SD Amorebieta de la Primera Federación.

## Trayectoria como entrenador
| Club                                   | País   | Año             |
| -------------------------------------- | ------ | --------------- |
| Sociedad Deportiva Gernika Club        | España | 2007-2009       |
| Club Portugalete                       | España | 2009-2011       |
| Deportivo Alavés B                     | España | 2011-2012       |
| Sociedad Deportiva Gernika Club        | España | 2013-2018       |
| Arenas Club                            | España | 2018-2019       |
| Unionistas de Salamanca Club de Fútbol | España | 2019-2020       |
| Barakaldo CF                           | España | 2021            |
| SD Amorebieta Juvenil "A"              | España | 2021-2024       |
| SD Amorebieta (Director deportivo)     | España | 2024-Actualidad |